# Acacia rehmanniana
Acacia rehmanniana é uma espécie de leguminosa do gênero Acacia, pertencente à família Fabaceae.